# Zophomyia vicina
Zophomyia vicina là một loài ruồi trong họ Tachinidae.